# Ravindra Prabhat
Ravindra Prabhat (Sitamarhi, 5 aprile 1969) è un poeta, giornalista, romanziere e scrittore di racconti brevi indiano.
Il suo stile narrativo, che amalgama il mito e la fantasia con la vita reale, è stato descritto come collegato al realismo magico.,.

## Biografia
Prabhat nasce a Mahindwara, Sitamarhi, Bihar, India il 5 aprile 1969 da una famiglia di classe media dardica della fede Hinduism. Prabhat ha frequentato il Bihar University di Muzaffarpur.In seguito ha studiato Maestro di giornalismo e comunicazione di massa (MJMC) dal Uttar Pradesh Rajarshi Tandon Open University, Allahabad.Nel 1989, Prabhat si è sposato per la Mala C.E 'redattore capo di VatVriksh (Magzine Hindi) a Lucknow.

## Premi
- Samvad Premio (2009)[4]
- Blogshri Premio (2011)[5]
- Blog Bhushan Premio (2011)[6]
- Nagarjuna Birth centenary Story Award (2011)[7]
- Nagarjuna nascita Story centenario Premio(2011)[8]
- Prables Blogger picco premio (2011)[7]
- Srijan Shri Premio a Forth internazionale Hindi Conferenza di Bangkok in Thailandia[9]
- Sahitya Shri Premio (2012) a Mumbai.[10]

## Opere
- HAMSAFAR (1991)[11][12]
- Mat Rona Ramjani Chacha (1999)[13]
- Smriti Shesh (2002)[14]
- Taki Bacha Rahe Loktantra(2011)[15]
- Prem Na Hat Bikay(2012)[16]
- History of Hindi Bloging(2011)[17][18]
- contemporary Nepali literature(1995)[19]
- Hindi Blogging: Expression of new revolution(2012)[20][21]